# Спрэг Кулидж, Элизабет

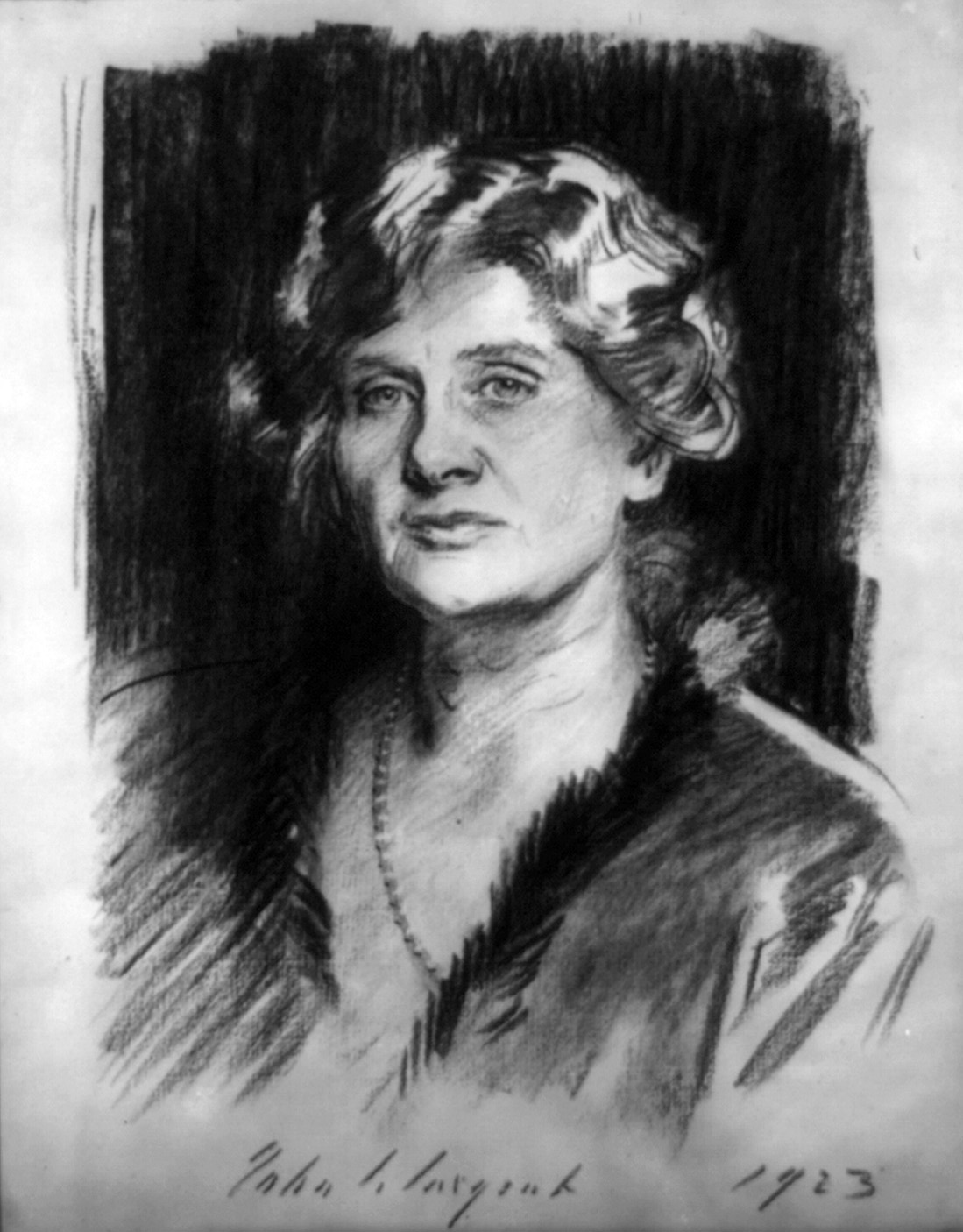
Элизабет Спрэг Кулидж. Портрет работы Джона Сингера Сарджента. 1923

Элизабет Спрэг Кулидж (англ. Elizabeth Sprague Coolidge; 30 октября 1864 — 4 ноября 1953) — американская меценатка, покровительница камерной музыки.
Основала Беркширский струнный квартет (1916) и Беркширский музыкальный фестиваль в городке Питсфилд (Массачусетс), учредила (1932) собственную медаль за выдающиеся заслуги в области камерной музыки (ею были награждены, в частности, Фрэнк Бридж и Бенджамин Бриттен). Финансировала сооружение (1924) Кулиджевской аудитории в Библиотеке Конгресса США — концертного зала на 500 мест, предназначенного для камерной музыки. Однако излюбленной формой патронирования музыки для Спрэг Кулидж был прямой заказ сочинений наиболее выдающимся композиторам. Кулидж, в частности, заказала и оплатила:
- Пятый струнный квартет Белы Бартока;
- Первый струнный квартет Бенджамина Бриттена;
- «Песнь Аппалачей» Аарона Копленда;
- Сонату для флейты Франсиса Пуленка;
- Первый струнный квартет Сергея Прокофьева;
- Балет Игоря Стравинского «Аполлон Мусагет»;
- Третий и четвёртый струнные квартеты Арнольда Шёнберга;
- Струнный квартет Антона Веберна.

Другие композиторы, так или иначе получившие значительную поддержку Кулидж, — Эрнест Блох, Альфредо Казелла, Джордже Энеску, Джан Франческо Малипьеро, Пауль Хиндемит, Богуслав Мартину, Дариус Мийо, Отторино Респиги, Альбер Руссель. Выдающийся французский флейтист Жорж Баррер, преподававший в США, получил в подарок от Кулидж платиновую флейту, для которой Эдгар Варез написал знаменитую пьесу «Плотность 21.5».
В честь Кулидж — по первым слогам её имени в первом браке (англ. Elizabeth Shurtleff Coolidge) — взяло название известное Элшуко-трио, существовавшее в 1918—1934 гг.
Спрэг Кулидж была неплохой пианисткой-любительницей и нередко аккомпанировала виднейшим музыкантам-инструменталистам.